# Constitución de Montenegro de 1905
La Constitución montenegrina de 1905 (en serbio: Устав Црне Горе из 1905. године; Ustav Crne Gore iz 1905. godine) fue la segunda constitución del Principado de Montenegro.

## Antecedentes

### Principado-Obispado de Montenegro
Antes de la constitución montenegrina, el primer estado montenegrino, el Principado-Obispado de Montenegro, no empezó con una monarquía autoritaria, como casi todos los reinos, sino como una teocracia, es decir un gobierno centralizado en Dios. 

### Principado de Montenegro hasta 1904
Pasando los años, desde la proclamación de Danilo I como príncipe, cayendo la teocracia en favor de un principado autónomo centralizado en una monarquía autoritaria. Ahí que tener en cuenta que tanto el Principado-Obispado como el Principado fueron vasallos del Imperio Otomano. Danilo duraria 8 años reinando como príncipe hasta su asesinato en 1860, sucediendole Nicolás I. Tras la derrota otomana en la Guerra ruso-turca de 1877-1878, junto a Rusia, Rumania, Serbia y Bulgaria derrotaron a los otomanos, empezando su decadencia en los Balcanes.
No sería hasta 1879 cuando se creó el cargo de Presidente del Concilio del Estado de Montenegro, es decir el primer cargo de Primer Ministro del Principado de Montenegro, jefe de Estado del Principado, con el vaivoda Božo Petrović-Njegoš como su primer líder, estando más de 25 años en el poder.

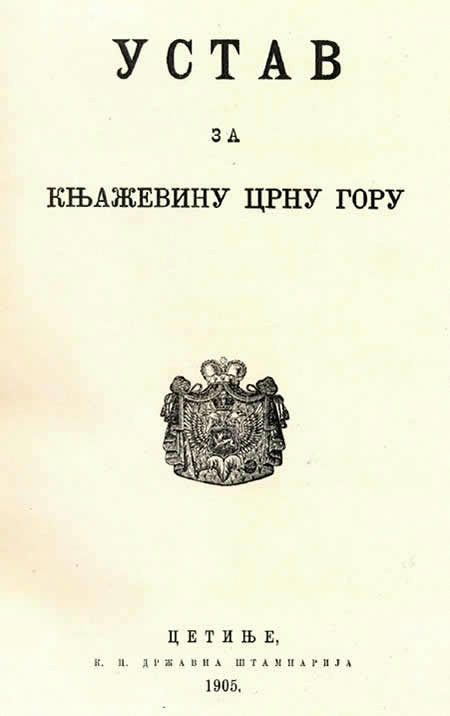
Portada de la Constitución del Principado de Montenegro

### Constitución de 1905
Nicolás I de Montenegro otorgó una Constitución en 1905 como parte de su enérgico intento de modernizar y fortalecer Montenegro. Este acto histórico estuvo impulsado por diversas razones intrincadamente entrelazadas que reflejaban tanto las aspiraciones personales de Nicolás como las presiones y cambios políticos que rodeaban a Europa en ese momento.
En ese período, Europa estaba experimentando transformaciones significativas a medida que las ideas liberales y democráticas se difundían. Nicolás I, siendo un monarca pragmático y observador, comprendió que la adopción de una Constitución moderna era esencial para mantener la estabilidad interna y el reconocimiento internacional de Montenegro. La concesión de una Constitución permitiría consolidar su propio poder mientras establecía un marco legal que equilibrara el poder real con ciertos derechos y responsabilidades del pueblo.
Además, la necesidad de industrialización y modernización económica también influyó en la decisión de Nicolás. Reconoció que Montenegro necesitaba adaptarse a las tendencias económicas emergentes para no quedarse rezagado. La Constitución podría servir como instrumento para fomentar inversiones extranjeras, desarrollar infraestructuras y establecer un ambiente propicio para el crecimiento económico.
El contexto político europeo también tuvo un impacto crucial en esta decisión. La cercanía geográfica de Montenegro a potencias imperiales como Austria-Hungría y el Imperio Otomano requería un equilibrio delicado para mantener la independencia. Conceder una Constitución podía ser interpretado como un gesto hacia la democratización y la modernización, ganando así la simpatía de las potencias europeas y asegurando el apoyo internacional en la preservación de su soberanía.
Aunque Nicolás I tenía la intención de mantener su posición de liderazgo, era consciente de que ceder cierto poder a través de la Constitución podría prevenir posibles agitaciones y revueltas internas. El establecimiento de un sistema parlamentario y la garantía de ciertos derechos individuales podrían mitigar las tensiones y descontentos que podrían surgir.
En resumen, la concesión de una Constitución en 1905 por parte de Nicolás I de Montenegro fue una respuesta a una serie de factores interrelacionados: la ola de transformación política en Europa, la necesidad de modernización económica y el equilibrio de poder en un contexto geopolítico complejo. Esta acción no solo contribuyó a la consolidación del poder de Nicolás, sino que también sentó las bases para una Montenegro más moderna y conectada con las tendencias globales de la época.

### Motivos de Serbia por no ayudar a Montenegro
El Reino de Serbia, aliado de Montenegro desde laa Guerra ruso-turca de 1877-1878, ya estaba sufriendo un conflicto interno, el Atentado de Mayo de 1903, donde el entonces rey de Serbia, Alejandro I, y su esposa, Draga Mašin, fueron asesinados. El atentado fue perpetrado por Dragutin Dimitrijević, un oficial militar serbio y jefe de la sección de la inteligencia militar del plana mayor en 1913.

### Motivos de Rusia por no ayudar a Montenegro
El Imperio ruso o la Rusia imperial, su fiel y gran protector de la sobernania montenegrina, no pudo hacer que empezó con su conflicto interno, la primera revolución socialista, la Revolución rusa de 1905, por la derrota rusa contra el Japón Imperialista en la Guerra ruso-japonesa, por tomar Manchuria y no caer en manos japonesas.

## Después de la Constitución
Tras la otorgación de la Constitución de Montenegro en 1905, bajo el reinado de Nicolás I, tuvo un impacto significativo en la estructura política y social del país. Esta medida marcó un cambio hacia la modernización política y la democratización del sistema de gobierno, aunque con limitaciones que reflejaban la realidad de la época.
La Constitución de 1905 introdujo un sistema parlamentario que representaba un cambio significativo en el gobierno montenegrino. Estableció una Asamblea Nacional compuesta por representantes electos, lo que permitía una mayor participación ciudadana en la toma de decisiones. Además, la separación de poderes entre el monarca y la Asamblea Nacional buscaba equilibrar el poder y reducir la concentración absoluta en manos del rey.
Este cambio hacia un sistema más representativo y participativo fue acompañado por la implementación de un sistema de elecciones, lo que permitía a los ciudadanos elegir a sus representantes y, por lo tanto, influir en la política del país. La Constitución también estableció la libertad de prensa y la igualdad ante la ley, sentando las bases para una sociedad más libre y justa.
Sin embargo, a pesar de estos avances, la Constitución de 1905 no eliminó completamente el poder del monarca. Nicolás I aún mantenía una influencia significativa en la política, lo que limitaba en cierta medida la verdadera democratización del país. Además, la estructura social y económica de Montenegro en esa época también influyó en la implementación de la Constitución. El país seguía siendo en gran medida agrario y tradicional, lo que dificultaba la plena realización de los ideales democráticos.
En resumen, la otorgación de la Constitución de 1905 en Montenegro bajo el reinado de Nicolás I marcó un paso hacia la modernización política y la democratización. Aunque introdujo elementos clave de representación y participación ciudadana, las limitaciones en el poder del monarca y las circunstancias socioeconómicas del país influyeron en la implementación real de estos cambios. La Constitución de 1905 sentó las bases para un Montenegro más democrático, pero también reveló los desafíos de llevar a cabo reformas significativas en un contexto histórico complejo.